# Битлис
Битлис (тур. Bitlis) је град у Турској у вилајету Битлис. Према процени из 2012. у граду је живело 46.111 становника.

## Становништво
Према процени, у граду је 2012. живело 46.111 становника.
| 1990.  | 2000.  | 2012.  |
| ------ | ------ | ------ |
| 38.130 | 44.923 | 46.111 |